# Hallmark Channel
Hallmark Channel – kanał telewizyjny nadawany przez 24 godziny na dobę, emitował filmy fabularne, seriale – głównie kryminalne i miniseriale, należał do Sparrowhawk Media jednego z największych w USA producentów filmów telewizyjnych. Stacja należała do NBCUniversal. Obok Oscarów i Złotych Globów zdobył 126 nagród Emmy, w 1997 roku zrealizował ponad 70 nowych tytułów, docierał do 12 mln widzów. 13 września 2010 o godz. 6:00 po dwunastoletniej obecności w Polsce kanał zakończył nadawanie, a w jego miejscu rozpoczął nadawanie kanał 13th Street Universal, który emituje filmy i seriale ze świata zbrodni i suspensu.

## Oferta programowa

### Seriale
- Babski oddział
- Być jak Erica
- Clara Sheller
- Córki McLeoda
- CSI: Kryminalne zagadki Las Vegas
- Czarodziejki
- Detektyw Foyle
- Doktor Martin
- Dotyk anioła
- Dotyk zła
- Dzień jak dzień
- Dzikie serca
- Ed
- Jordan
- Kingdom
- Kleopatra
- Merlin
- Morderstwa w Midsomer
- Nocny kurs
- Morski patrol
- Potyczki Amy
- Powrót Marian
- Prawo i porządek
- Punkt krytyczny
- Sprawy inspektora Morse’a
- Wydział kryminalny
- Wywiad
- Z Manhattanu do Afryki
- Zagadkowe opowieści
- Żona idealna

## Logo
| Lata                            | Opis                                                                                 | Logo |
| ------------------------------- | ------------------------------------------------------------------------------------ | ---- |
| 1 kwietnia 1998 – 1 lipca 2001  | Czarne: tło i biała wstążka wpisana w okrąg z „urywką” na miejsce napisu „Hallmark”. |      |
| 2 lipca 2001 – 13 września 2010 | Czarna korona, a pod nią pomarańczowy napis „Hallmark”.                              |      |